# Vil·la romana de la Mola
La vil·la romana de la Mola és un jaciment arqueològic del municipi de Riudoms. S'havia conegut també com a vil·la romana de l'hort del Pelat. Les restes van aparèixer el 1999 quan s'urbanitzava aquella zona, aleshores als encontorns de la vila, a la coneguda com a partida de la Mola. L'existència de restes arqueològiques en aquesta zona ja era coneguda, atès que el riudomenc Valerià Romero ja hi havia trobat restes de l'època romana en superfície. La vil·la es datà del segle i i es considera que fou abandonada a l'inici del segle vi.
La vil·la es dividia en tres àmbits: rústic, industrial i termal. Pel que fa a l'àmbit rústic, aquesta part era destinada a l'emmagatzematge de productes agrícoles. La part industrial, amb dipòsits, piscines i un forn per alimentar un hipocaust, tot i que sembla clar que aquest era el seu ús, no es pogué determinar quin procés industrial s'hi desenvolupava. La part termal constava de frigidari, un tepidari, un caldari i unes estructures a fora que consisteixen en un pou i una basseta. Es considera que també hi havia d'haver una part domèstica o residencial que no ha estat localitzada.
La vil·la fou excavada en diferents actuacions arqueològiques entre els anys 1999 i 2005. Els voltants de la vil·la foren enjardinats i aquesta es pot veure passant per sobre d'unes passarel·les de fusta.

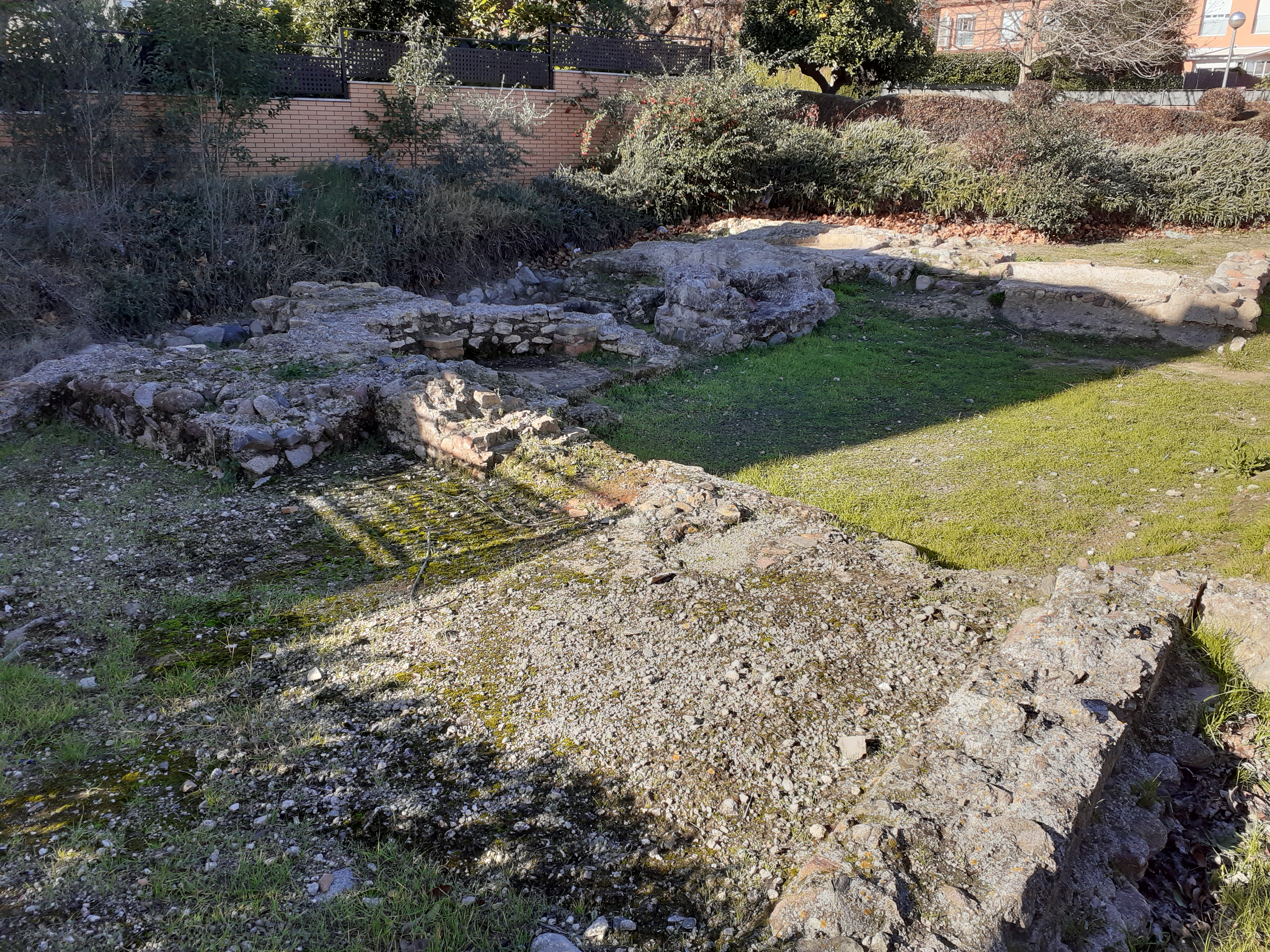
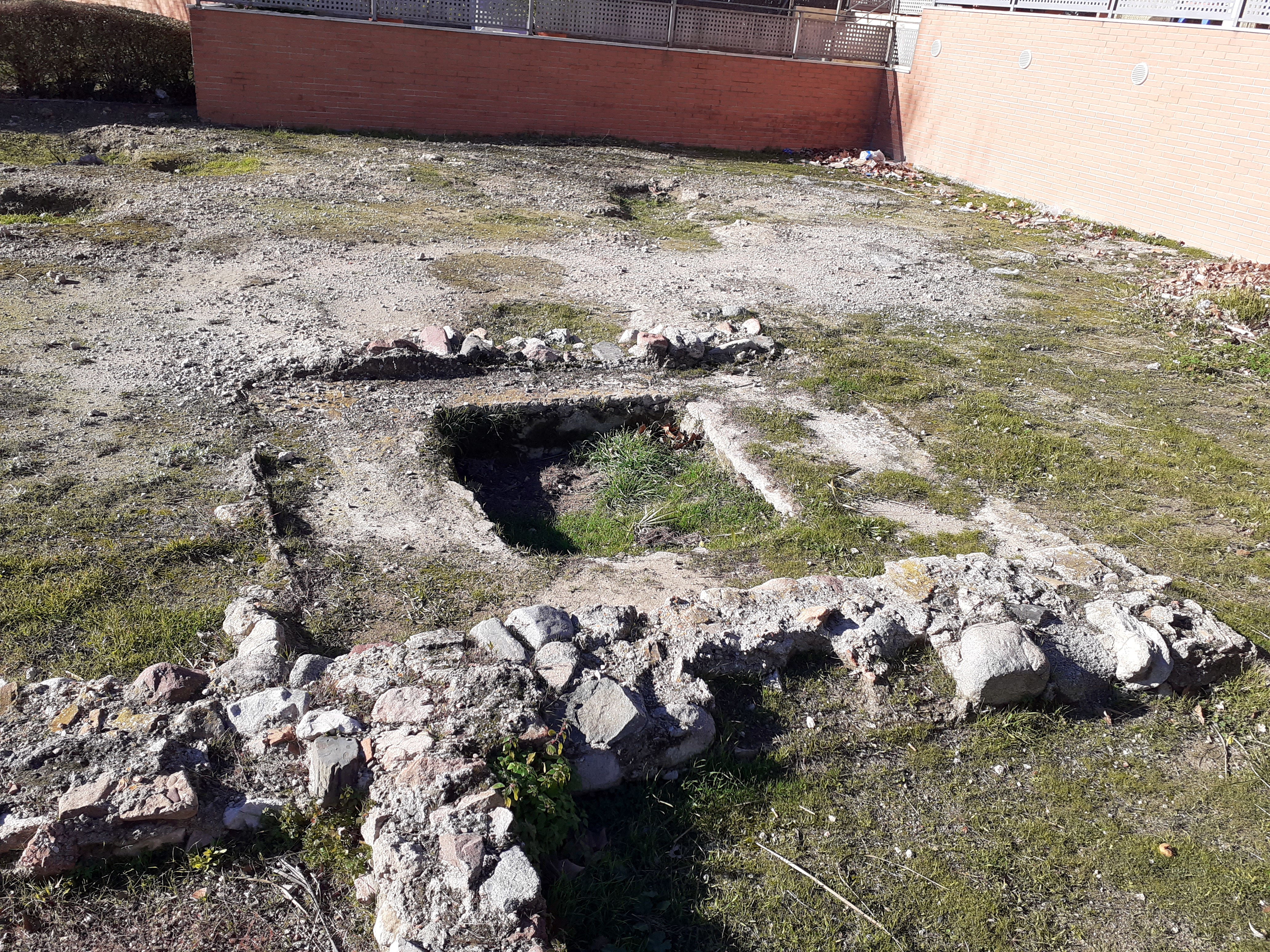
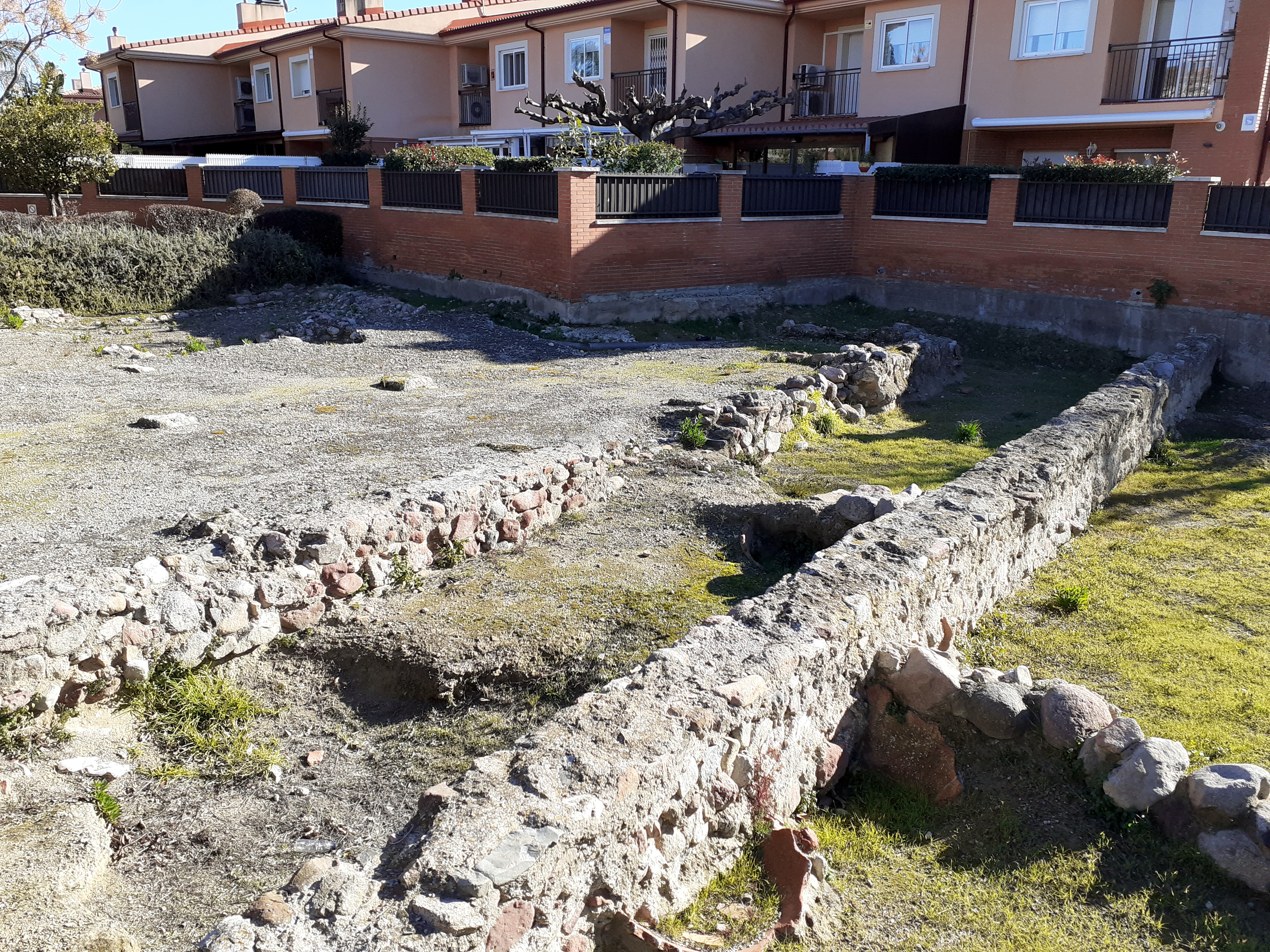
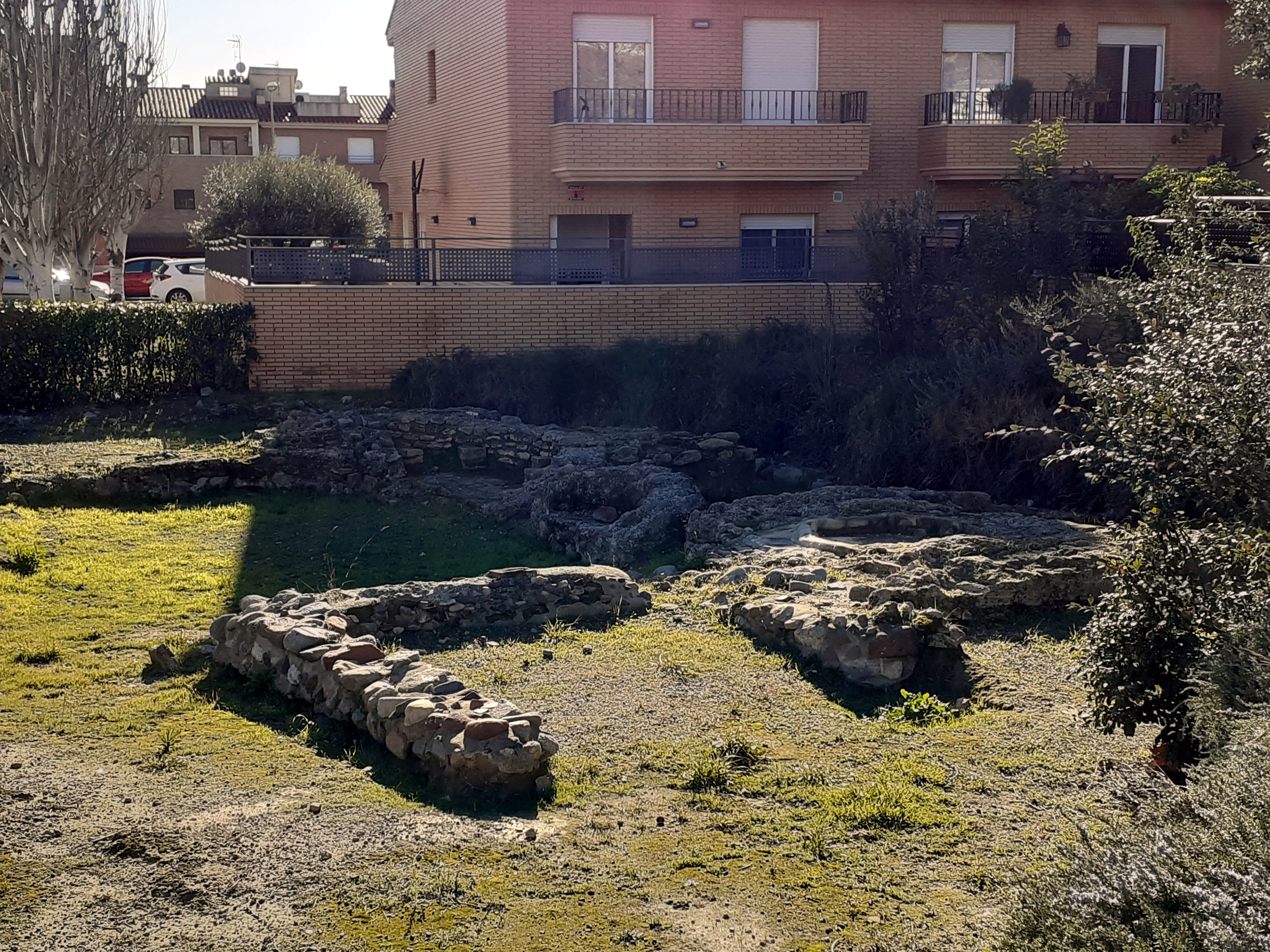
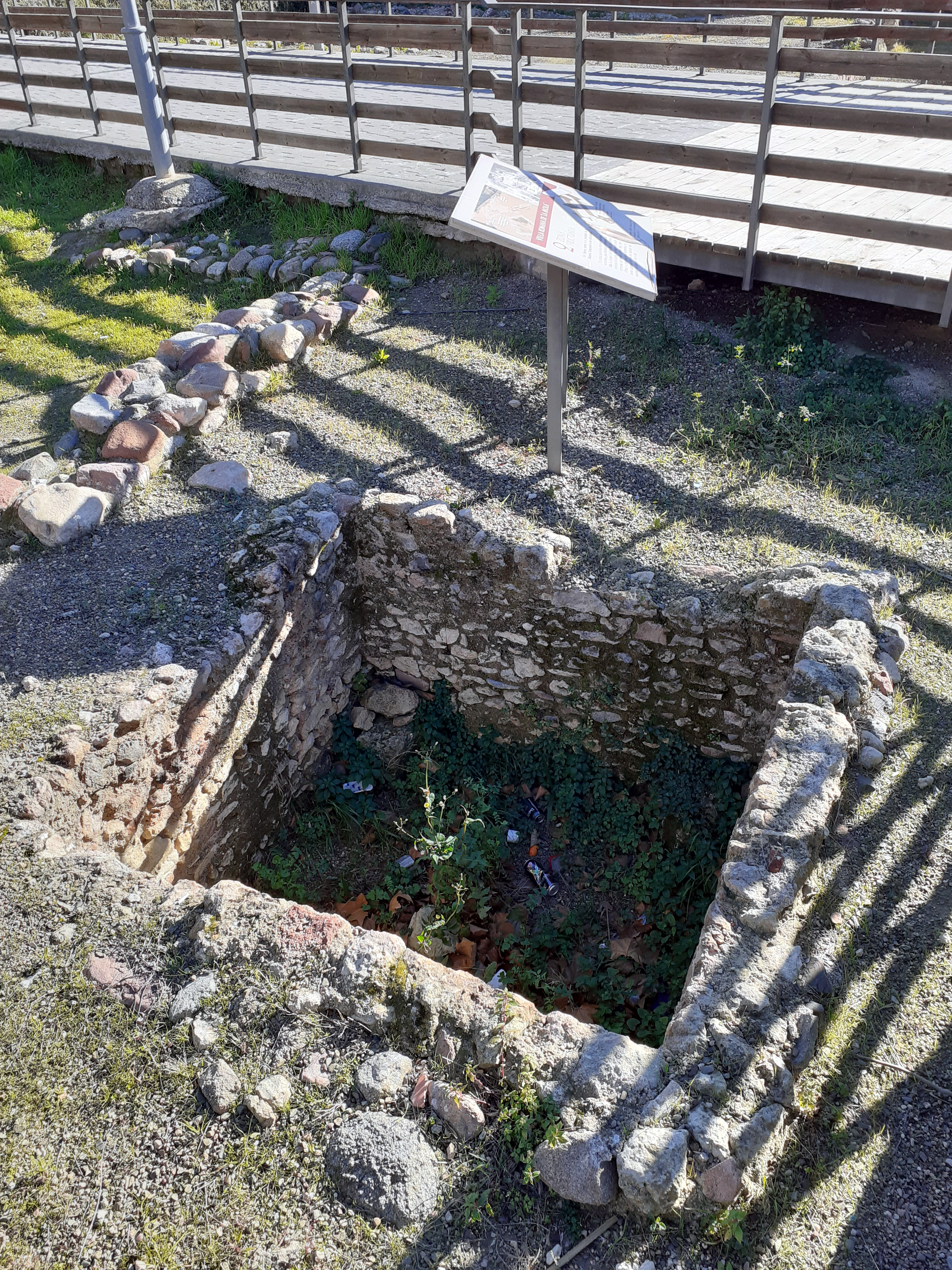